# Billie Jean King Cup
Billie Jean King Cup, ursprungligen känd som Federation Cup (officiellt International Tennis Federation Team Championship for Women) och mellan 1995 och 2019 känd som Fed Cup, är en lagtävling i tennis för damer, instiftad 1963 av International Lawn Tennis Federation (ITF).

## Bakgrund
Idén till tävlingen kom ursprungligen från den amerikanska tennisspelaren Hazel Hotchkiss Wightman som redan 1919 föreslog ITF (då ILTF) att starta en internationell årlig lagtävling i damtennis enligt ungefär samma modell som Davis Cup. Inom ITF och flera medlemsländer saknades dock intresse för en sådan turnering, trots att man kommit i gång med samordningen av den internationella turneringsverksamheten efter första världskriget. Hazel Hotchkiss Wightman tog då själv initiativet till en årlig lagtävling mellan USA och Storbritannien till vilken hon donerade en segerpokal, the Wightman Cup. Turneringen, som spelades 1923–1989, vanns första gången av USA. 
Först 1963 gav ITF, i samband med sitt eget 50-årsjubileum, klartecken till en tävling mellan damlag från olika nationer i egen regi. ITF donerade också en stor silverpokal för ändamålet. Påtryckningar om att ITF skulle organisera en turnering för damlag hade då förekommit från flera håll, inte bara från flera medlemsländer och olika elitspelare, utan också exempelvis från den legendariske australiske Davis Cup-kaptenen Harry Hopman och hans hustru Nell Hopman. Det slutliga "lobby-arbetet" som övertygade ITF, genomfördes 1962 av den brittiska tidigare Wightman Cup-spelaren Mary Hardwick Hare.
Elitdivisionen, bestående av 16 lag, instiftades 1995. I september 2020 beslutades att ändra namnet på turneringen till Billie Jean King, uppkallad efter den amerikanska tennisspelaren Billie Jean King.

## Organisation av Billie Jean King Cup
Tävlingen spelades från början årligen under en enda vecka i olika länder. Första gången var platsen Queens Club i London. USA segrade, vilket totalt har skett 17 gånger sedan dess. Eftersom antalet deltagande länder har ökat från ursprungliga 16 till dagens (2005) cirka 90, har tävlingsformerna modifierats. De 16 främsta lagen är fördelade i två åttalags-grupper som möts under tre helger under året. Enligt reglerna får vilket banunderlag som helst användas. Matcherna spelas över två dagar ungefär som i Davis Cup, det vill säga med fyra singlar och en dubbel. I Billie Jean King Cup spelas dock dubbeln som avslutningsmatch. För att få delta i den ena av dessa två slutspelsgrupper krävs att det egna laget blir bland de bästa i årliga zonindelade kvalificeringsomgångar. Dessa tävlingar spelas i bäst av tre matcher (två singlar och en dubbel). Tävlingarna åtnjuter mycket stor popularitet bland både spelare och publik.

## Deltagare
Finalomgångarna spelas mellan framstående tennisnationer med deltagande av flera av världens främsta kvinnliga tennisspelare. Bland deltagarna genom åren märks bland andra Billie Jean King, Margaret Smith Court, Chris Evert, Martina Navratilova, Steffi Graf, Martina Hingis, Venus Williams, Serena Williams, Anastasia Myskina och Kim Clijsters.
Spelare som har representerat Sverige är bland andra Johanna Larsson, Rebecca Peterson, Caijsa Hennemann och Kajsa Rinaldo Persson.

## Segrarnationer 1963–
- USA, 18 segrar (1963, 1966–1967, 1969, 1976–1982, 1986, 1989–1990, 1996, 1999, 2000, 2017)
- Australien, 7 segrar (1964–1965, 1968, 1970–1971, 1973–1974)
- Tjeckien, 6 segrar (2011, 2012, 2014, 2015, 2016, 2018)
- Tjeckoslovakien, 5 segrar (1975, 1983–1985, 1988)
- Spanien, 5 segrar (1991, 1993–1995, 1998)
- Ryssland, 5 segrar (2004, 2005, 2007–2008, 2020–2021)
- Italien, 5 segrar (2006, 2009, 2010, 2013, 2024)
- Frankrike, 3 segrar (1997, 2003, 2019)
- Tyskland, 2 segrar (1987, 1992)
- Sydafrika, 1 seger (1972)
- Belgien, 1 seger (2001)
- Slovakien, 1 seger (2002)
- Schweiz, 1 seger (2022)
- Kanada, 1 seger (2023)

### Fotnoter
1. ↑  Carina Wrangberth (20 juli 2002). ”Ödesmatch för svensk damtennis: "Vinner vi är det en stor bragd"”. Dagens nyheter. http://www.dn.se/arkiv/sport/odesmatch-for-svensk-damtennis-vinner-vi-ar-det-en-stor. Läst 29 november 2015.
2. ↑  ”Tennislegendaren namnger klassiska tävlingen Fed Cup” (på svenska). SVT Sport. 17 september 2020. https://www.svt.se/sport/tennis/tennislegendaren-billie-jean-king-namnger-klassiska-tavlingen-fed-cup. Läst 29 november 2022.
3. ↑  https://via.tt.se/pressmeddelande/3342275/formstark-peterson-med-i-sveriges-lag-i-billie-jean-king-cup?publisherId=3235915